# Offerrök
Offerrök är en roman av Jan Fridegård och ingår i en trilogi som omfattar böckerna Trägudars land (1940), Gryningsfolket (1944) och Offerrök (1949).
Händelserna utspelar sig i Sverige under senare vikingatid.

## Handlingen
Handlingen i boken tar vid där Gryningsfolket slutar. Holme har flytt med sin familj. Sveins moder gör allt för att förmå både hövding och kung att jaga Holme. Jakten läggs ned då kämparna saknar motivation och en hednapräst spått och sett orosmoln. Holme å sin sida återvänder till den nedbrunna gården, offrar till träguden och beger sig till kungen. Kungen accepterar Holme som en rättskaffens man och låter Holmes familj flytta in i den tomma smedjan på sin ö. Sveins moder fortsätter sin kamp mot Holme och får med tiden en mäktig allierad i kyrkan, som ser Holmes kamp för trälarnas frihet som ett hot.